# آلن نوننلی
آلن نوننلی (به انگلیسی: Alan Nunnelee) نمایندهٔ حوزه انتخابیه اول میسیسیپی از حزب جمهوری‌خواه ایالات متحده آمریکا در مجلس نمایندگان ایالات متحده آمریکا بود که برای نخستین‌بار در ۵۳ ژانویه ۲۰۱۱ میلادی به‌عضویت این مجلس درآمد.